# Прибиране на реколта
Прибиране на реколтата представлява сбор от всички дейности, които трябва да се извършат за прибирането на селскостопанската продукция от полето. Целта при това е да се прибере продукцията в най-подходящото време, когато тази продукция отговаря най-добре на целите, за които е предназначена (например храна на хората и животните или технически култури като памук за производство например на влакна за текстилната промишленост) и да се прибере за съхранение и по-нататъшна обработка без загуби.

## Значение
Голямо значение за прибирането на реколтата имат:
- Точният момент на прибирането.[1]
- Климатичните условия при прибирането
- Бързото развитие на процеса.
- Използвани селскостопански машини.

В зависимост от вида на тази продукция прибирането на реколтата може да бъде:
- Жътва – прибиране на реколтата от зърнени култури като ечемик, пшеница, царевица, слънчоглед и др.
- Гроздобер – прибиране на грозде
- Малинобер, черешобер и др. култури изискващи специални умения, машини и други.
- Бране на ябълки, круши, праскови, кайсии и други. Това трябва да се извършва с оглед на начина за по-нататъшната преработка и съхранение. При това трябва да се има предвид, че плодове като ябълки и круши продължават да зреят в склада в зависимост от условията на съхранение.

## Загуба на реколта
За социални групи и цели общества, в които селкостопанската дейност е от основно значение за прехрана и преживяване, прибирането на реколата е важен момент в живота. Много често реколтата е подложена на различни климатични или други природни въздействия, с които се унищожава изцяло или частично реколтата или полученото качесто не удовлетворява. В някои общества това води до разоряване, глад и смърт. Във всички случаи трудът на хората в този случай е унищожен. Пейо Яворов е описал чувствата на селяните в стихотворението „Градушка“.
```
Да беше мор, да беше чума,
че в гроба гърло не гладува,
       ни жадува!
А то градушка ни удари,
а то порой ни мътен влече,
слана попари, засух беше —
в земята зърно се опече…“
```

При успешно прибиране на реколтата, когато на трудът на хората е възнаграден, те могат да отправят своята благодарност и изразяват радостта си с различни обичаи и ритуали. Един от най-известните празници е Денят на благодарността, празнуван в САЩ.